# Оттон III (герцог Швабии)
Оттон III Белый (нем. Otto III der Weiße; ок. 1000—28 сентября 1057), также известный как Отто Швейнфуртский — маркграф Нордгау (1024—1031) и герцог Швабии (1048—1057).

## Биография

### Правление
Сын маркграфа Нордгау Генриха и Герберы фон Хенненберг, Оттон был одним из самых знатных и влиятельных франконских князей: имел обширные земли в Радензгау и Швайнфурте. С 1014 года граф Келсгау, в 1024 году наследовал маркграфство отца. В 1034 году его владения достигли Наба. После этого он стал участвовать в войнах Священной Римской империи с Чехией, Венгрией и Польшей.
В январе 1048 года в Ульме император Генрих III назначил его герцогом Швабии после смерти Оттона II. Оттон III на протяжении всего правления был верен Генриху III. Он собирался жениться на Матильде, дочери Болеслава I Храброго, но в 1035 году свадьба была отменена в пользу брака с Ирменгардой, дочерью Ульрика Манфреда, маркграфа Туринского. После девяти лет правления Швабией Оттон III умер и был похоронен в Швайнфурте.

### Семья
Детьми Оттона III от брака с Ирменгардой (умерла 29 апреля 1078) были:
- Берта, или Альберада (умерла 1 апреля 1103), вышла замуж в первый раз за Германа II, графа Кастля, а во второй раз за, Фредерика, граф Кастля
- Гизела унаследовала Кульмбах и Плассенбург и вышла замуж за Арнольда, графа Андекса
- Юдит (умерла в 1104 году) вышла замуж в первый раз за Конрада I, герцога Баварии, а во второй раз за Бота, графа Поттенштейна
- Хайлика, аббатиса Нидермюнстера
- Беатриса (р. 1040), унаследовала Швайнфурт, вышла замуж за Генриха II, графа Хильдрицхаузена и маркграфа Нордгау.